# Merenschwand
Merenschwand is een gemeente en plaats in het Zwitserse kanton Aargau, en maakt deel uit van het district Muri.
Merenschwand telt 3.384 inwoners.